# Олењино
Олењино (рус. Оленино) насељено је место са административним статусом варошице (рус. посёлок городского типа) на северозападу европског дела Руске Федерације. Налази се у југозападном делу Тверске области и административно припада Олењинском рејону чији је уједно и административни центар.
Према проценама националне статистичке службе, у вароши је 2014. живело 4.870 становника.

## Географија
Варошица Олењино се налази у југозападном делу Тверске области, у јужним деловима Витепског побрђа. Варошица лежи на око 178 км југозападно од административног центра области, града Твера и на око 5 километара од међународног аутопута „М9 Балтија“ који повезује Москву са Ригом. Кроз насеље пролази железница на истој траси.

## Историја
Насељено место Олењино развило се око железничке станице која је основана 1898. године, а која је име добила по књазу Олењину који је био власник земље на којој је станица и никла.
Насеље је 1922. постало центром истоимене парохије (тадашња управна јединица нижег ранга), а од 1929. и седиштем истоименог рејона. Године 1938. добија административни статус вароши.

## Демографија
Према подацима са пописа становништва 2010. у вароши је живело 4.918 становника, док је према проценама за 2014. ту живело 4.870 становника.
| 1939. | 1959. | 1970. | 1979. | 1989. | 2002. | 2010. | 2014.  |
| ----- | ----- | ----- | ----- | ----- | ----- | ----- | ------ |
| ---   | 4,081 | 4,236 | 5,320 | 5,881 | 5,247 | 4,918 | 4,870* |

Напомена: * према проценама националне статистичке службе.